# Kapr obecný
Kapr obecný (Cyprinus carpio) je sladkovodní paprskoploutvá ryba z čeledi kaprovití (Cyprinidae). Kapr obecný byl pravděpodobně první domestikovanou rybou v historii a patří mezi nejvýznamnější druhy využívané v akvakultuře. Je největší českou kaprovitou rybou a jeho chov má pro Českou republiku velký hospodářský význam. Intenzivní hospodářský chov kaprů má však velmi negativní vliv na ekologii krajiny a biodiverzitu.
Barevní kapři tzv. koi kapři se chovají jako okrasné ryby. Tradice šlechtění okrasných barevných forem kapra pochází především z Japonska.

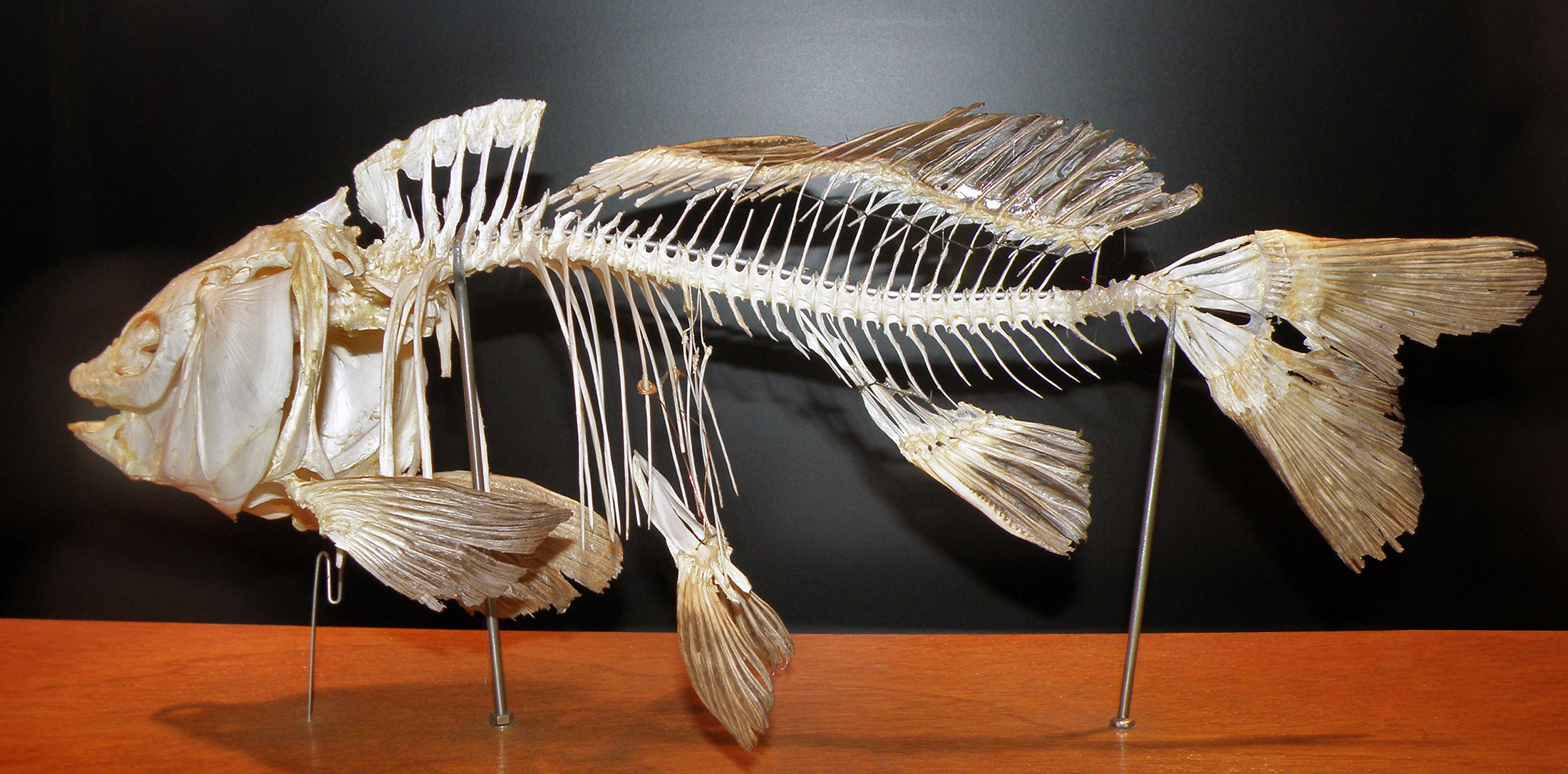
Kostra kapra obecného

## Popis
Má variabilní znaky jako barva, šupinatění nebo proporce. Hmotnost kapra obecného může ve vhodných podmínkách přesáhnout 30 kilogramů a jeho délka může přesáhnout 100 centimetrů. Maximální délka může být až 120 cm. Může vážit i okolo 40 kg. Nejstarší zaznamenaný jedinec měl 38 let. Kapři mají homocerkní ocasní ploutev a cykloidní šupiny.
Kapr obecný má několik forem, z nichž původní divoká nezušlechtěná forma se nazývá sazan. Oproti šlechtěnému rybničnímu kapru má sazan protáhlejší štíhlejší nízké tělo přizpůsobené životu v proudící vodě, které je po celé délce kryté šupinami. Původní populace v deltě Dunaje měly zlatožlutou barvu a dva páry vousků.
Mezi 12. a polovinou 14. století se v chovech začali vlivem neúmyslného umělého výběru objevovat nové formy kapra s jiným tvarem těla nebo bez šupin. U zušlechtěných forem se hřbet za hlavou výrazně zvedá a je oproti tělu menší. Tlama kapra je výsuvná a na jejím obvodu jsou čtyři vousy. Ústa jsou neozubená, potravu zpracovávají požerákové kosti, které mají u kapra tři řady zubů. Oči jsou zlatavé, olivově zelené a pohyblivé. Kapr má hřbetní, prsní, břišní, řitní a ocasní ploutve.

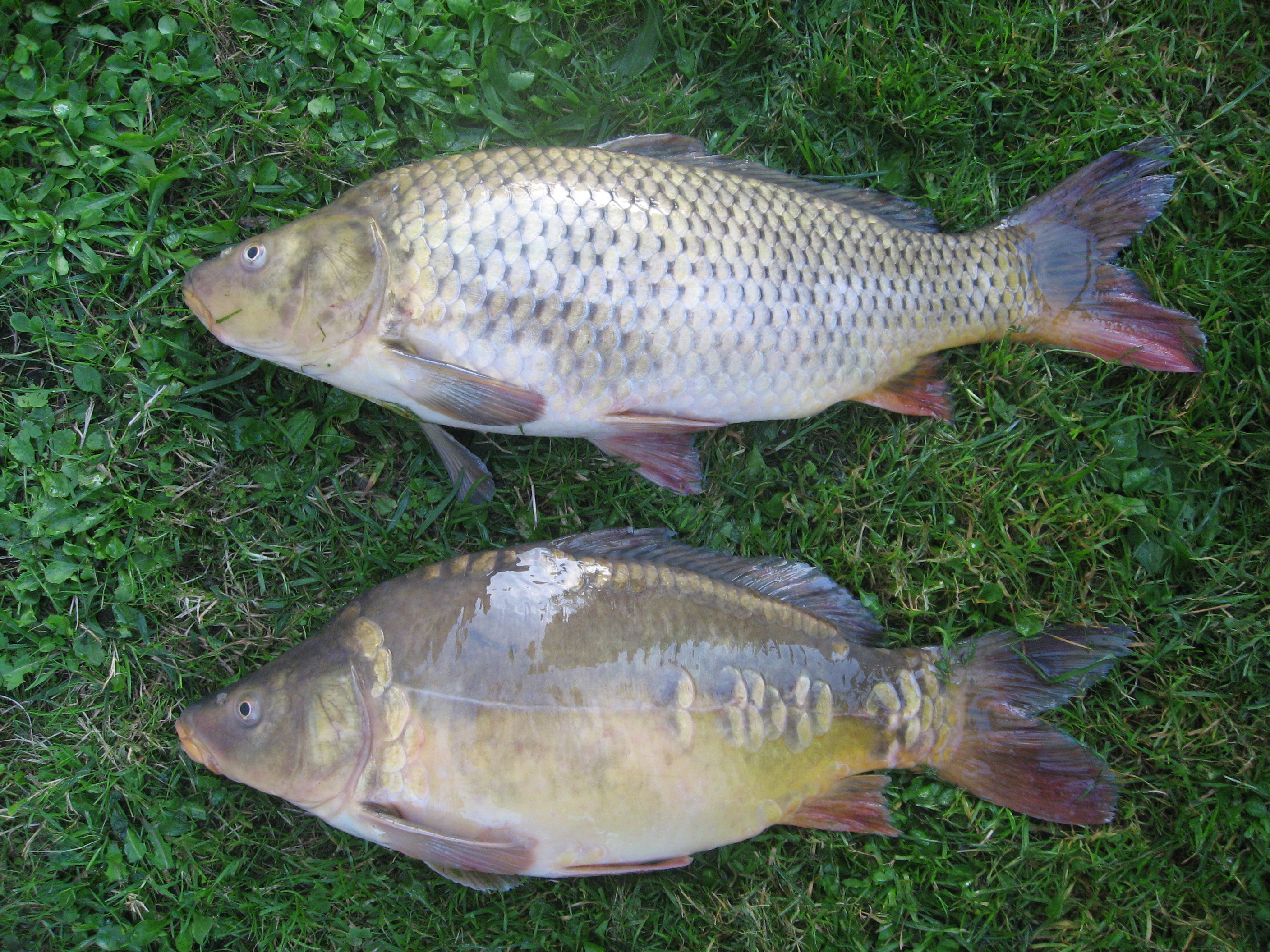
Kapr, forma šupinatá (tzv. šupináč) a lysá (tzv. lysec)

Základní rozdělení kaprů podle ošupení je následující:
- Kapr šupinatý – celé tělo s výjimkou hlavy je pokryté šupinami
- Kapr lysý (lysec) – na svém těle má různě velká lysá místa, šupiny bývají u základny ploutví, ocasním násadci, na hřbetní linii a za hlavou
- Kapr řádkový – podobá se lysci, v postranní čáře však má jednu nebo dvě souvislé řady šupin
- Kapr hladký – má tělo téměř bez šupin s výjimkou několika málo šupin u základen ploutví

## Taxonomie
Taxonomie kapra obecného je složitá. Chybí typový exemplář, druh byl popsán podle exemplářů z evropské rybniční kultury. Na základě předpokladu, že všichni evropští domestikovaní kapři jsou potomci kaprů z Dunaje, lze za typické považovat divoké dunajské kapry (sazany). Vysazování domestikovaných kaprů do lokalit výskytu původních populací ale vede k nežádoucímu křížení a vymizení divokých forem.

### Poddruhy
Podle genetických dat pochází kapr obecný nejspíš ze střední/východní Asie. Původně měl široký areál rozšíření od východní Evropy po centrální Asii, Čínu, Japonsko a Vietnam. Vlivem glaciálů v Pleistocénu se populace rozdělila a vznikly dva poddruhy: Cyprinus carpio carpio na západě a Caprinus carpio haematopterus na východě. Podle genetické analýzy se domestikovaný kapr v Evropě vyvinul ze západního poddruhu C. carpio carpio.
Novější studie založené na mikrosatelitní DNA a mtDNA ale vedou k závěru, že C. c. haematopterus není o poddruh, nýbrž samostatný druh Cyprinus rubrofuscus. C. rubrofuscus (známý jako amurský kapr) je nejspíše předkem současného kapra koi. Vzhledem k ředění genomu divokých forem domestikovanými kapry a složitosti přesného a spolehlivého určení jejich taxonomie, je ale zřejmé, že bude v tomto ohledu asi ještě docházet ke změnám na základě dalšího výzkumu.
V některých starších zdrojích je možné setkat se i s poddruhy C. carpio aralensis (ze středoasijské oblasti) a C. carpio viridiviolaceus (synonymně uváděný jako C. c. rubrofuscus) ze severního Vietnamu. Dále je rozlišován i nespočet variant druhu.

### Genom
Kapří genom byl osekvenován v Číně. Kapr je tetraploidní druh, má mezi 100-104 chromozomy, což je dvakrát více než u mnoha jiných kaprovitých ryb. Důvodem byla druhová hybridizace (tzv. allotetraploidie). Podle výzkumů mělo jít o dvě události, kdy nejprve došlo ke kompletnímu zdvojení genomu před 12-16 miliony let a později k další duplikaci jen některých částí genomu mezi 2,3-6,8 miliony let.

## Rozšíření

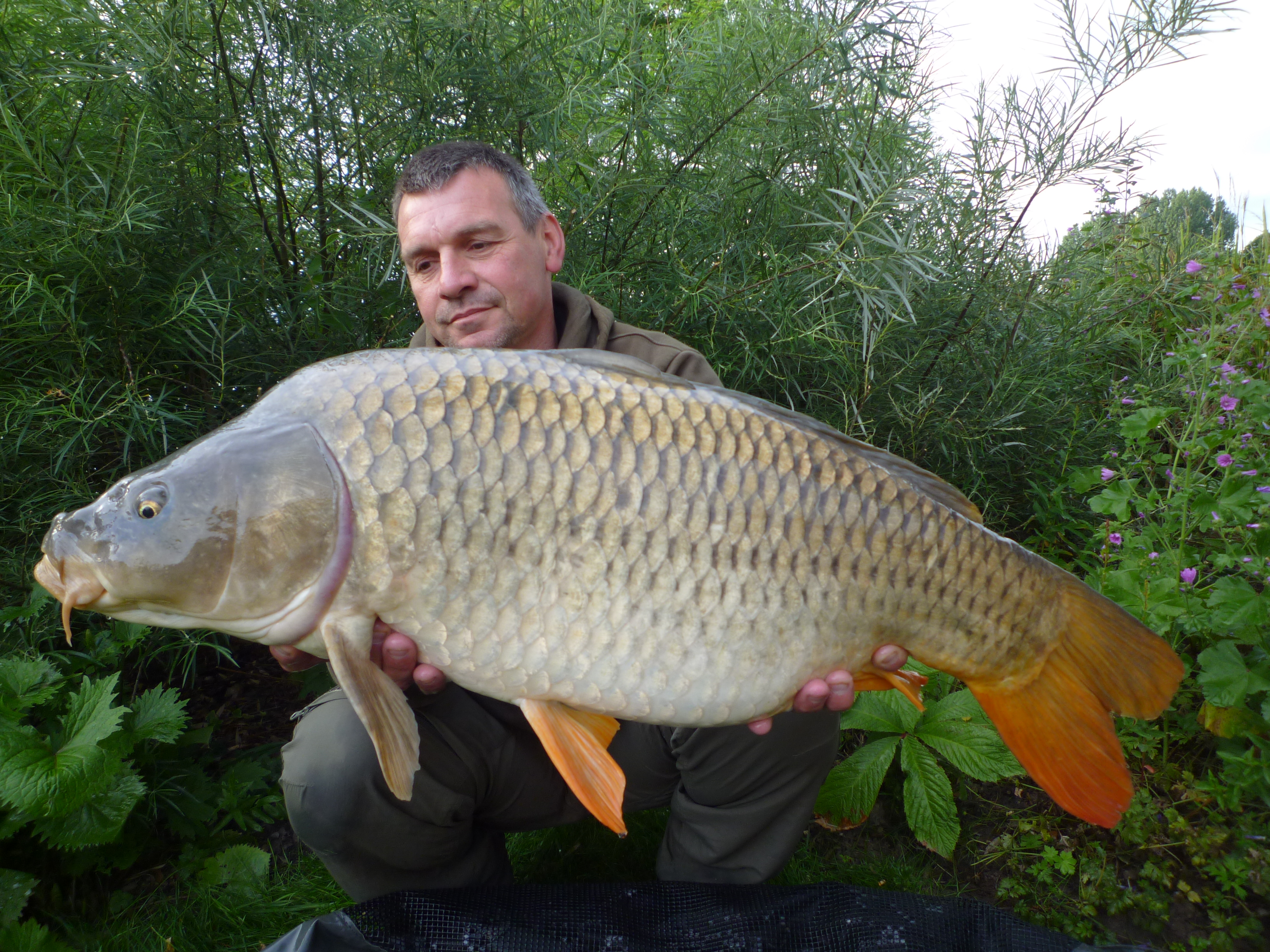
Kapitální úlovek kapra

Kapr je v ČR původním druhem pouze v povodí Dunaje, tedy v dolních tocích řek na Moravě. Dnes má druh díky hospodářskému využití téměř kosmopolitní rozšíření (nevyskytuje se pouze v příliš chladných oblastech).
Původní divoká forma sazan pochází z oblasti střední Asie. Areál jejího rozšíření byl ale široký. Západní část areálu sahala od Aralského jezera, řek Syrdarja a Amudarja, Jižního Kavkazu až do menších jezer centrální Asie a Kazachstánu. Východní část areálu se pak rozpíná od řeky Amur, mnoha řek a jezer v Číně a Vietnamu až do zemí jihovýchodní Asie (v Indonésii se ale nevyskytoval a místní kapr je již domestikovaná forma z Číny nebo Vietnamu).
Druhotně pronikl domestikovaný kapr i do původního areálu sazana a jako ekologicky plastičtější druh ho z něj prakticky vytlačil. Nejblíž českému území je možné vzácně najít populace sazana ve veletocích východní Evropy (Dunaj, Volha, Don).

### Invazní druh a vliv na ekosystém
Bývá označován za tzv. ekosystémové inženýra, neboť svou přítomností výrazně ovlivňuje své prostředí. V místech nepůvodního rozšíření se kapr stává nebezpečným druhem a decimuje místní sladkovodní ekosystémy, původní společenstva ryb a především obojživelníků.
Vzhledem ke své potravní preferenci není kapr schopný dostatečně regulovat primární produkci ve vodách (řasy, resp. fytoplankton) a zároveň jeho přítomnost vede k eutrofizaci vody. Navíc kapr vyžírá větší druhy planktonu a bentosu, které primární producenty regulují jako svou potravu. Přítomnost kapra tak vede k výraznému snížení průhlednosti vody. Do chovných rybníků se proto dosazují doplňkové druhy ryb, které tuto funkci zastupují (tolstolobik, tolstolobec, amur a lín).

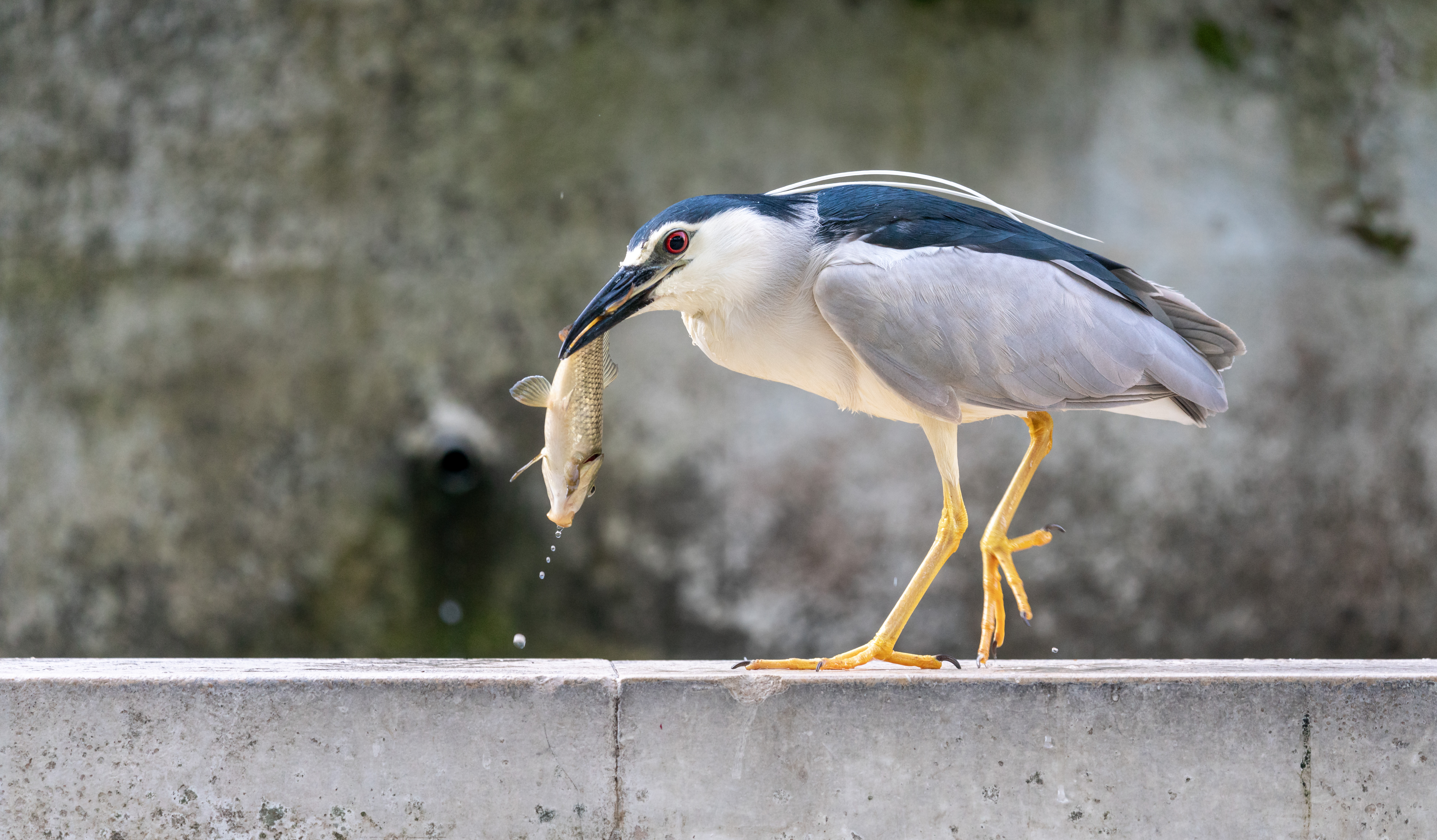
Mladí kapři se stávají potravou vodních ptáků (na obrázku kvakoš noční)

Kapr je významným invazním druhem a za invazní jsou považovány i jeho domestikované varianty v ČR. Masivní chov a rozšiřování domestikované varianty člověkem výrazně ohrožuje původní divoké populace kapra. Ty mají navíc větší genetickou variabilitu než domestikované variety, a je proto velmi žádoucí jejich ochrana.
V roce 2000 byl kapr obecný zahrnut do seznamu 100 nejhorších invazních druhů světa. Druh byl zavlečen již do 120 zemí světa (včetně například Havaje). V Severní Americe negativně ovlivňuje průhlednost vody, ničí vodní rostliny a vzácně požírá i jikry jiných druhů ryb, čímž vytlačuje ostatní druhy z jejich přirozeného prostředí. Hostí také některé asijské rybí parazity (např. parazitické klanonožce). V Austrálii je považován za extrémně nebezpečný invazívní druh, který má velmi devastující vliv na tamní sladkovodní ekosystémy.

### Nika
Kapr obecný nejlépe prosperuje v teplých, rozlehlejších a úživných vodách, ale výskyt není vázán pouze na tyto lokality. V menších stojatých vodách se kapr vyskytuje v místech s měkkým nebo středně tvrdým dnem. Místům s vysokou vrstvou řídkého bahna, nebo naopak s velkými kameny, se kapr většinou vyhýbá. Kapr se vyskytuje i v brakických vodách.

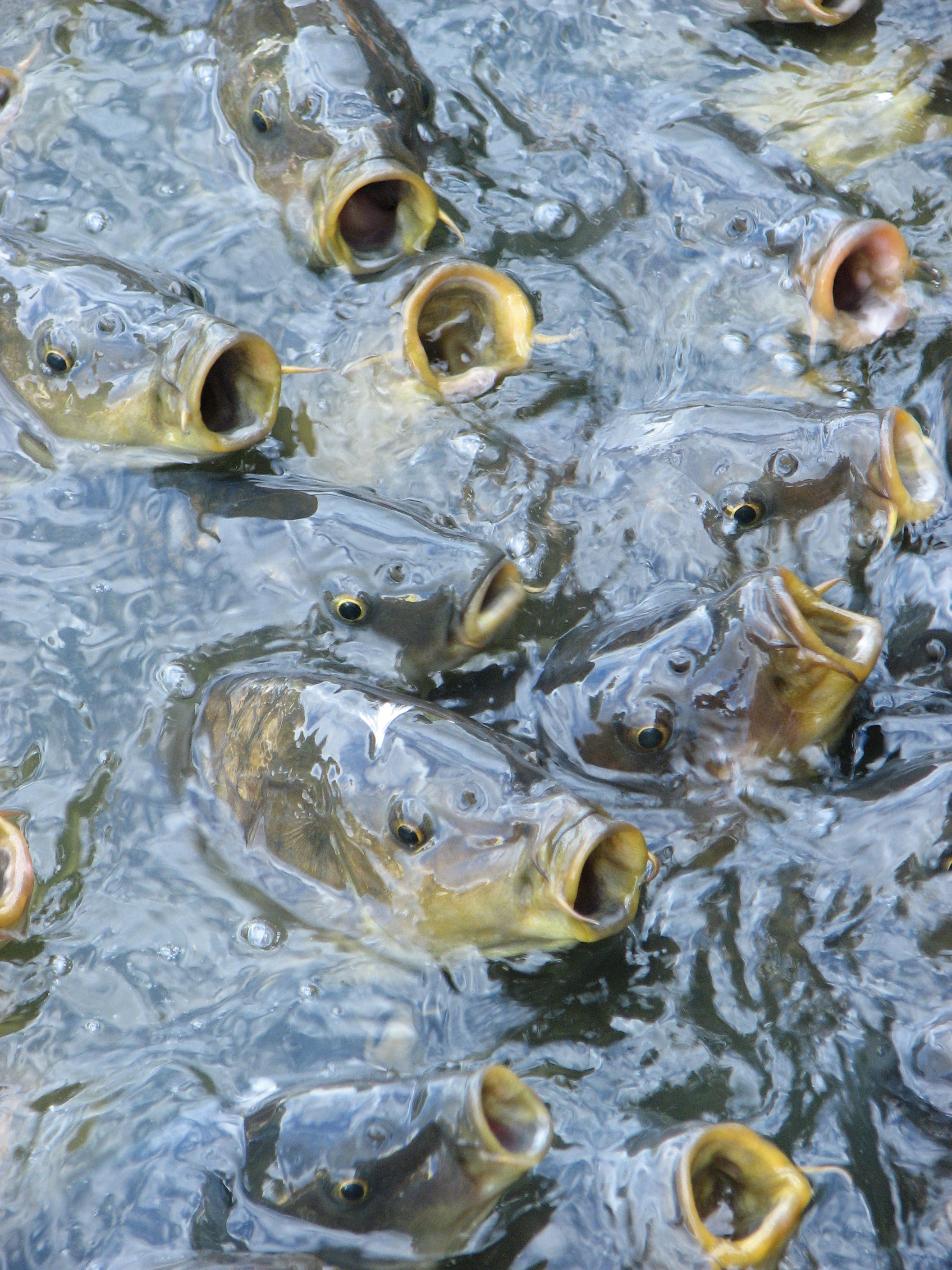
Kapři při krmení

## Potrava
Kapr je obecně všežravec, ale skladba jeho potravy se mění s věkem. Mladší ryby se živí zooplanktonem, od velikosti těla zhruba 10 cm přechází na všežravost. Dospělý kapr se živí bentosem a drobnými živočichy, které sbírá ze dna jako měkkýši, larvy pakomárů, jepic a chrostíků. Významnou součást jeho potravy tvoří i některé rostlinné zbytky, zejména různá semena. V našich podmínkách je přikrmován pšeničnými zrny a další pro něj nepůvodní potravou, na kterou si ale velmi rychle zvykl. Potravně je velmi přizpůsobivý, při nedostatku může začít konzumovat i rybí potěr.
Potravu ze dna vyhrabává (až do 20 cm), a proto je také velmi často označován jako „vodní prase“. Hltá vyhrabané bahno, které poté cedí a tím kalí vodu. Potravní aktivita kapra narůstá ve večerních hodinách a vrcholí brzy z rána kolem východu slunce.

## Rozmnožování
Rozmnožování začíná obvykle na jaře, kdy vzrůstá teplota vody (rozmnožují  se při teplotě 15–20 °C). Tření probíhá v okrajových, mělkých vodách, které jsou bohaté na vodní rostliny. Dospělci často migrují do vhodnějších míst – např. zatopených luk. Kapr je polygamní. Plodnou samici obvykle následuje několik samců, kteří se se samicí třou. Samice vypouští více než milion jiker za třecí období, ze kterých se během 4 dnů stanou larvy. Lepkavé jikry se lepí na vodní rostliny nebo jiné ponořené objekty.
Ačkoli mají kapři pohlaví dané geneticky (pohlavní chromozomy XY u samců a XX u samic), rozdíl chromozomu Y od X je pouze v malé množině genů. Mezi kapry se tak běžně vyskytují i hermafroditi.
Často se kříží s karasem obecným, čímž vzniká kaprokaras.

## Chov a lov kapra

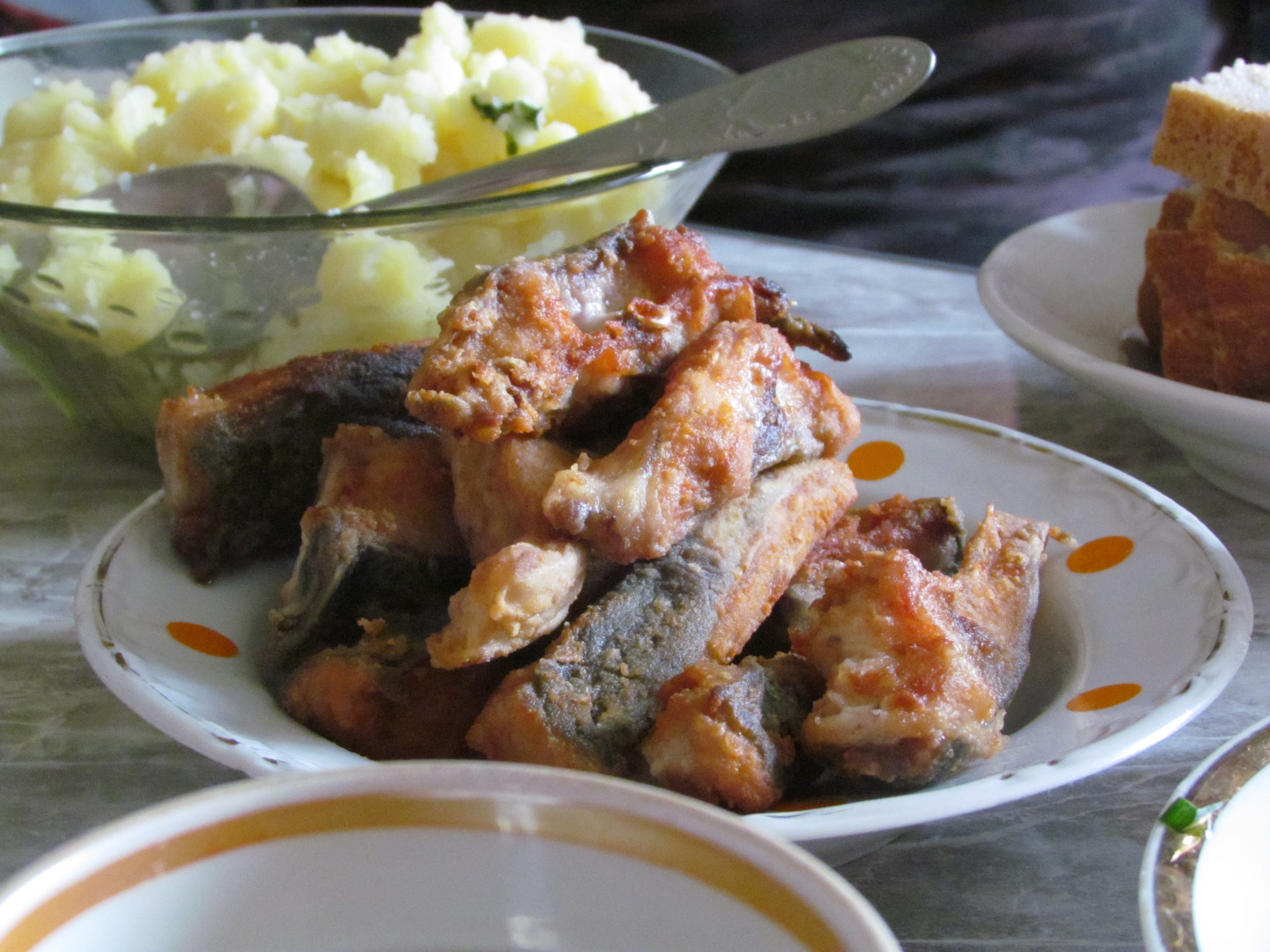
Kapří maso má četně kulinářských využití v různých úpravách

Je nejstarším chovaným druhem sladkovodní ryby, do současnosti byl rozšířen působením člověka téměř celosvětově a žije na většině území, kde mu podnebí dovoluje přežití a rozmnožování. Díky tomu vzniklo také mnoho lokálních variet této ryby. Pro jeho chov byly vybudovány celé rybniční soustavy, hlavně v období středověku. Kapr obecný se chová taktéž jako akvarijní ryba.

### Historie domestikace
Kapr se choval již v neolitu 6 tisíc let před Kristem, což dokazují nálezy v provincie Henan v Číně. Jeho příznivých vlastností pro chov (je všežravý, rychle přibývá na váze, dobře snáší transport) si povšimli i staří Římané, kteří ho domestikovali z povodí Dunaje. Po celém území říše budovali rybníky, do nichž vysazovali kapry. Jeho chov popisoval už Aristotelés.
Ve středověku se pod vlivem klášterního hospodářství rozšířil kapr po celé Evropě i do Čech, zároveň se postupnou selekcí vhodných jedinců změnil jeho vzhled. Zmínky o chovu kaprů v klášterních rybnících v Čechách a Polsku sahají až do 12. století.

### Hospodářský chov
Kapr obecný je chován jako významná hospodářská ryba, oceňovaná pro rychlý růst a kvalitní maso (nevýhodou pak je velké množství malých pružných kostí). Kapr tvoří 85 % z celkového výlovu českých rybníků a naprostá většina se jich prodá v předvánočním období. Z České republiky jde pak více než polovina ryb na export hlavně do Německa, Polska a Rakouska. Podle statistik ministerstva zemědělství bylo v ČR roku 2019 vyprodukováno 17 945 tun tržních kaprů (z celkem 20 986 tun tržních ryb). Přičemž produkce v historii rapidně narostla: v Blatenské a Třeboňské rybniční soustavě vzrostla během druhé poloviny 20. století z původních 190 kg/ha až na 530 kg/ha.
K zrychlení produkce řas a sinic jsou české umělé nádrže na chov kaprů (rybníky) často přihnojovány siláží a hnojem. Velmi často dochází k přehnojení, které vede ke výraznému zhoršení kvality vody, a to zejména v letních měsících, což může vést až k hromadnému úhynu ryb. V důsledku chovu kaprů jsou v rybnících a nádržích decimována původní společenstva ryb, obojživelníků, bezobratlých, plazů a mokřadních rostlin a jsou nezvratně měněny přirozené ekosystémy. Ryby je také nutno přikrmovat, neboť přirozená potrava jim při takové hustotě zvířat v nádrži již nedostačuje. Takto vysoká produkce ryb ovlivňující kvalitu vody v rybnících následně negativně ovlivňuje i kvalitu vody v tocích pod nimi.

### Vánoční kapr

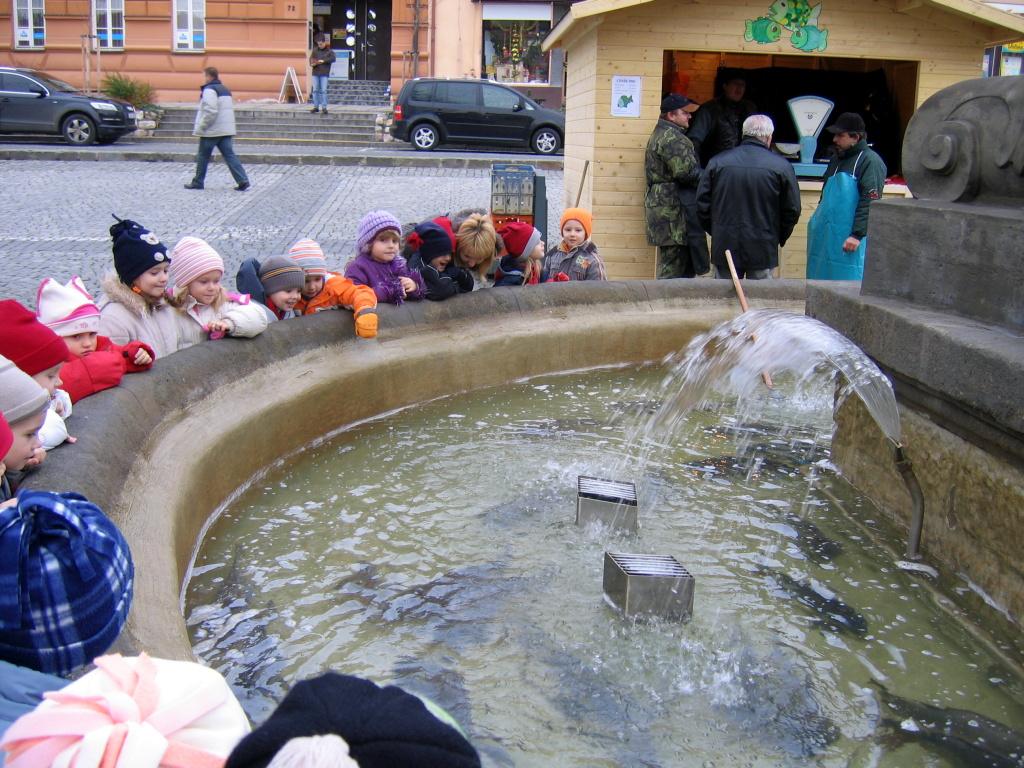
Vánoční kapři v uherskobrodské kašně

Vánoční kapr je středo a východoevropské specifikum. Tomu odpovídá i seznam jeho největších producentů v EU (sestupně): Česká republika, Polsko, Maďarsko, Německo a Chorvatsko. Už od středověku se mohl jíst v době půstu. Důvodem bylo, že se ryby a další vodní živočichové jako korýši a měkkýši křesťané nepovažovali za "teplokrevné živočichy" (nebyly chápány jako příbuzné Ježíši). V klášterech se tak v rybnících chované ryby staly zdrojem rychle dostupného masa ve dnech půstu, které tvořily v součtu až třetinu roku.

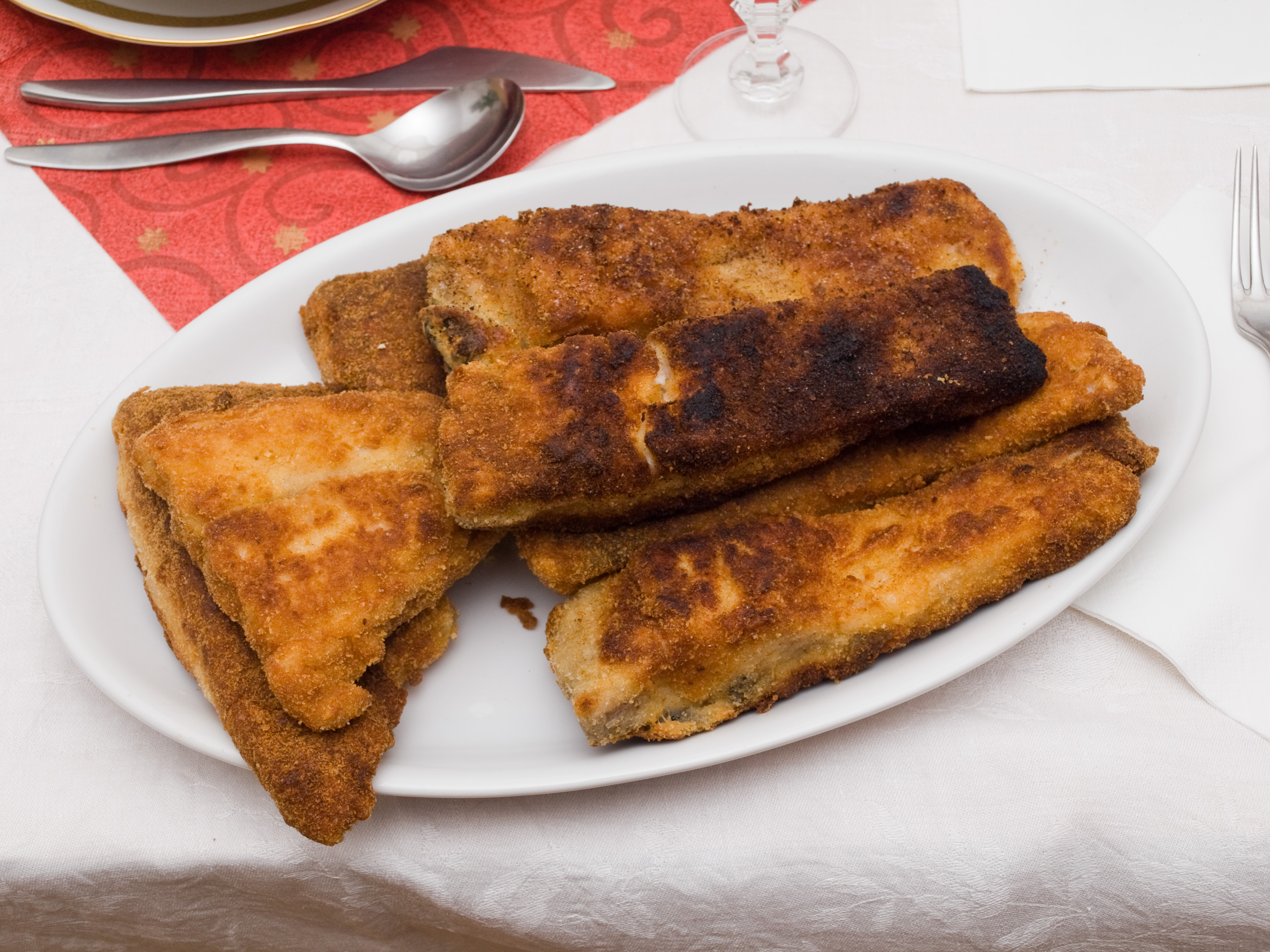
Smažené kapří filety na vánoční tabuli

Některé prameny uvádějí, že se kapr na vánočním stole objevil už v 17. století, ale ve větší míře se v českých zemích o Vánocích konzumuje až od konce 19. století. Ačkoli byly ryby považovány za jídlo chudiny, kapr jako chovaná ryba byl poměrně drahý a konzumoval se tak hlavně ve městech nebo v rybníkářských oblastech. Původně byl kapr v českých zemích připravován tzv. načerno, až v poválečném období se rozšířila jeho úprava na styl Vídeňského řízku (osmažený ve strouhance).
Štědrovečerní kapr se stal jedním ze symbolů českých Vánoc. Nejsilněji vnímají kapra jako tradiční vánoční jídlo lidé v Pardubickém, Hradeckém a Jihočeském kraji a Praze (tedy rybníkářské oblasti a velká města), naopak v Ústeckém kraji se s ním jako vánoční tradicí ztotožňuje pouze 60 % respondentů. Přes tuto zvyklost jsou ale Češi jedni z nejmenších konzumentů ryb na obyvatele ročně v rámci EU.
Nákup živých vánočních kaprů z kádí se stal postupem času kontroverzním tématem. Různé organizace, osobnosti ale i město Praha začaly upozorňovat na týrání zvířat při výlovu, přepravě a prodeji (nedostatek kyslíku, prostoru, špatné zacházení a nespolehlivé omráčení) i zacházení po nákupu (dávání kaprů do vany apod.). Ředitel Státní veterinární správy ČR, Rybářské sdružení ČR i organizace Compassion in World Farming (CIWF) proto doporučují nechat si kapra profesionálně usmrtit už na stánku. V roce 2024 už pouze 5 % dotazovaných uvedlo, že trvá na tom si kapra přinést domů živého. Prodej vánočních kaprů na téměř 3000 místech v zemi podléhá každoročně kontrole Státní veterinární správy.

### Sportovní lov
Kapr je významnou sportovní rybou. Podle statistik MZe ČR bylo v ČR roku 2002 vyloveno na udici 4015 tun kaprů z celkového množství 20 950 tun (rok 2003). Specializovaný lov kapra na udici nabyl takové popularity, že se v této disciplíně konají dnes již prestižní mezinárodní závody.

#### Rekordní úlovky z ČR
| Délka  | Hmotnost | Revír     | Datum       | Nástraha      |
| ------ | -------- | --------- | ----------- | ------------- |
| 110 cm | 25,00 kg | Mastník 1 | 30.5. 1999  | Chléb (kůrka) |
| 108 cm | 29,20 kg | ÚN Rozkoš | 23.6. 1978  | ?             |
| 103 cm | 22,50 kg | Dyje 5    | 15.10. 1999 | Boilies       |

## Onemocnění
Pro kapra představuje smrtelné nebezpečí nakažení tzv. koi herpes virem (KHV), jehož výše úmrtnosti dosahuje 80–90 %. Českým vědcům se také po 17 letech bádání a šlechtění podařilo vyšlechtit zcela nové plemeno kapra tzv. amurského lysce, lysou formu křížence, jenž je výrazně odolnější právě proti tomuto nebezpečnému viru. V roce 2016 Austrálie oznámila, že zamýšlí pomocí tohoto viru vyhubit všechny kapry v zemi, kde je kapr považován za přemnožený invazivní druh.